# 傑克·伍利
傑克·伍利（Jack Woolley，1998年9月23日—）是愛爾蘭跆拳道運動員。他曾經獲得2018年世界跆拳道大獎賽羅馬站男子58公斤級銅牌。

## 個人生活
伍利是雙性戀。自2021年，他一直與他的伴侶戴夫·斯蒂格(Dave Stig)保持著戀愛關係。

## 外部連結
- TaekwondoData.com （页面存档备份，存于）
- 傑克·伍利的Instagram帳戶